# Jim Hurtubise
Jim Hurtubise est un ancien pilote automobile américain d'IndyCar, né le 5 décembre 1932 à North Tonawanda (État de New York) et décédé le 6 janvier 1989 à Port Arthur (Texas). Il débuta en compétition par les courses de sprint-cars avant de participer régulièrement au championnat USAC dès 1959. Il a participé à dix reprises aux 500 miles d'Indianapolis de 1960 à 1974, sans jamais connaître de réussite dans cette épreuve. En 1971, il fut le dernier pilote à piloter une monoplace à moteur avant (roadster) sur cette piste.